# Odon de Pins
Odon de Pins ( – 1296) a Jeruzsálemi Szent János Ispotályos Lovagrend francia nagymestere volt. Elődje Jean de Villiers volt, akitől a tisztséget 1293-ban vette át. 1296-ban meghalt, utóda Guillaume de Villaret lett.
Működése alatt a lovagrend központja a Ciprusi Királyság volt. 1294-ben összehívta a nagykáptalant, hogy a lovagrend jövőjéről egyeztessenek, de az annyira kiábrándítóan sikerült, hogy a konvent azzal a kéréssel fordult a pápáhozː nevezzen ki egy héttagú tanácsot a rend élére. 1296-ban Odon de Pins meghalt, mielőtt válaszolhatott volna VIII. Bonifác pápa idézésére.